# ワスプス・ラグビー
ワスプス・ラグビー（英: Wasps Rugby）は、イングランドのコヴェントリーを本拠地とするプロラグビーユニオンクラブである。スタジアムはコヴェントリー・ビルディング・ソサエティ・アリーナ。

## 概要
プレミアシップ優勝5回を誇る強豪。ロンドン・ワスプスとなってからはレギュラーシーズン1位にはなっていないが、プレーオフを勝ち上がって優勝し、さらにハイネケンカップも2回制するなど短期決戦でその強さを見せている。

## 歴史
1866年に創設されたハムステッドFCが名称変更により頭文字の『H』を残しハーレクインズとなった際、従来のブラックアンドゴールドのジャージにこだわった一部のメンバーが新名称に納得せず脱退し、新たなクラブチームを立ち上げることを決意した。
1867年、ワスプスFCとして創設。
1996年、プロ化に際して、アマチュアクラブであるワスプスFCからワスプスRFCとして分離した。
1999年、ワスプスFCとの区別のためロンドン・ワスプスに改名した。
2014年、クラブ名から「ロンドン」を外した。また、本拠地をロンドンからコヴェントリーに移転した。
2022年、破産申請を行い、同シーズンプレミアシップから出場停止処分を受けた。12月16日、HALO22 Limitedに資産譲渡した上で、2023-24シーズンにRFUチャンピオンシップ（2部リーグ）に復帰することが発表されたがその後頓挫した。
2023年10月、チームのオーナーは新たなスタジアムを建設して2025年にチーム復活させる計画を発表した

## タイトル
- プレミアシップ
  - 優勝 6回（1989-90, 1996-97, 2002-03, 2003-04, 2004-05, 2007-08）
- アングロ・ウェルシュカップ
  - 優勝 3回（1998-99, 1999-2000, 2005-06）
- ハイネケンカップ
  - 優勝 2回（2003-04, 2006-07）
- 欧州チャレンジカップ
  - 優勝 1回（2002-03）

## スコッド
2022-23シーズンのスコッド（2022年8月現在）
| フッカー - トム・クルース - ダン・フロスト(Dan Frost) - ガブリエル・クレア プロップ - チャーリー・オグル - ベン・ハリス (1989年生のラグビー選手) - ロビン・ヒスロップ - ヴィンセント・コッホ - ロドリゴ・マルティネス - エリロット・ミラー＝ミルリス - ジョン・ライアン - トム・ウエスト (ラグビー選手) ロック - ティム・キャルダル - ジョー・ローンチブリー - キラン・マクドナルド - エリロット・ストッケ - テオ・ヴカシノヴィック | フランカー/No.8 - アルフィ・バーバリー - ニザッム・カー - キアラン・カーラン(Kieran Curran) - ニザッム・カー - ブレッド・シールズ - ジャック・ウィリス - トム・ウィリス スクラムハーフ - ウィル・ポーター - ダン・ロブソン - サム・ウォルステンホルム フライハーフ - チャーリー・アトキンソン - ウィル・ハイドン＝ウッド(Will Haydon-Wood) - ジャコブ・ウマガ | センター - オーリー・ハートレイ(Olly Hartley) - ライアン・ミリス - バーガー・オーデンダール - ウィル・シモンズ(Will Simonds) - サム・スピンク ウイング - ジョシュ・バセット - フランソワ・ホーハート - ザック・キビリゲ - ルーク・メーソン(Luke Mehson) - パオロ・オドグウ フルバック - アリ・クロスデール - マッテーオ・ミノッツイ |
| | | |
| はキャプテン。 | | |

## 歴代所属選手
- ヴァアイガ・ツイガマラ(Va'aiga Tuigamala)…ニュージーランド代表19キャップ、1991年W杯出場。
- ニック・ベリー (Nic Berry) …現在はラグビーレフリー。
- リキ・フルーティ (Riki Flutey) …イングランド代表15キャップ。
- ジェームス・ハスケル(James Haskell)…イングランド代表77キャップ、2011・2015年W杯出場。
- ロブ・ウェバー(Rob Webber)…イングランド代表16キャップ、2015年W杯出場。
- ブラッドリー・デーヴィス(Bradley Davies)…ウェールズ代表66キャップ、現在はオスプリーズに所属。
- アンドリュー・スニウラ(Andrew Suniula)…アメリカ代表39キャップ、2011・2015年W杯出場。
- ヴィクトル・グレセフ(Victor Gresev)…ロシア代表106キャップ、現在はロコモティブ・ペンザに所属。
- ビリー・ヴニポラ(Billy Vunipola)…イングランド代表51キャップ、現在はサラセンズに所属。
- アラパティ・レイウア(Alapati Leiua)…サモア代表31キャップ、現在はブリストル・ベアーズに所属。
- エリオット・デイリー(Elliot Daly)…イングランド代表46キャップ、現在はサラセンズに所属。
- ウィル・スチュアート(Elliot Daly)…イングランド代表16キャップ、現在はバース・ラグビーに所属。
- ミケーレ・カンパニャーロ(Michele Campagnaro)…イタリア代表46キャップ、現在はハーレクインズに所属。
- ガビリエル・ロヴォンバラヴ(Gabiriele Lovobalavu)…フィジー代表22キャップ、現在はオヨナ・ラグビーに所属。
- キーラン・ブルックス(Kieran Brookes)…イングランド代表16キャップ、現在はRCトゥーロンに所属。
- レビ・ダグラス(Levi Douglas)…現在は浦安D-Rocksに所属。
- ティボー・フランマン(Thibaud Flament)…フランス代表7キャップ、現在はスタッド・トゥールーザンに所属。
- ズラブ・ジワニア(Zurabi Zhvania)…ジョージア代表40キャップ、現在はFCグルノーブルに所属。
- チャールズ・ピウタウ(Charles Piutau)…ニュージーランド代表17キャップ、トンガ代表1キャップ、現在は静岡ブルーレヴズに所属。
- シオネ・ヴァイラヌ(Sione Vailanu)…トンガ代表7キャップ、現在はウスター・ウォリアーズに所属。
- フアン・デ・ヨング(Juan de Jongh)…南アフリカ代表19キャップ、現在はストーマーズに所属。
- リマ・ソポアンガ(Lima Sopoaga)…ニュージーランド代表18キャップ。
- マラカイ・フェキトア(Malakai Fekitoa)…ニュージーランド代表通算24キャップ・トンガ代表1キャップ、現在はマンスターに所属。
- マーカス・ワトソン(Marcus Watson)…リオ五輪の7人制イギリス代表銀メダリスト、現在はベネットン・ラグビーに所属。